# 半扭捲马先蒿
半扭捲马先蒿（学名：Pedicularis semitorta）是玄参科马先蒿属的植物，为中国的特有植物。分布于中国大陆的甘肃、青海、四川等地，生长于海拔2,500米至3,900米的地区，一般生长在高山草地中，目前尚未由人工引种栽培。